# مشروع اليخوت (هامبورغ)
في عام 2013، أعلنت زها حديد عن مشروعها الجديد لتصميم مجموعة من اليخوت الفاخرة. وهم عبارة عن 5 يخوت فاخرة بالتعاون مع شركات بناء السفن في هامبورغ. وقدمت حديد الفكرة من خلال شركة يونيك سيركل، المتخصصة لتصميم اليخوت في تعاون حصري مع شركة بلوم فوس، الخبراء في صناعة اليخوت والهندسة المعمارية البحرية. حيث ستكون اليخوت الصغيرة بطول 90 مترًا، وهي تُمثل مجموعة مكملة ومستوحاة من يخت كبير بطول 128 مترًا، تم عرض تصميمه في معرض دافيد جيل بلندن. وتستخدم حديد فلسفة التصميم الأصلي وتضيف المعالم الفنية التي يتطلبها يخت فعلي يجوب المحيطات. يأتي تصميم هذه اليخوت عبارة عن دعامات متشابكة استوحت شكلها من التكوينات البحرية الطبيعية والتصميم الديناميكي السائل. وسيتم تصنيع اليخوت كلها من هياكل متينة تدعم التصميم. ويُمثل سطح اليخت شبكة عظمية تختلف في السماكة وتربط أرجاء اليخت في شكل غير عادي ويمثل دعمًا لكافة طوابق اليخت. وبينما يعتمد التصميم التقليدي لليخوت على نظام محدد للطوابق، قامت حديد بدورها بربط الطوابق عن طريق منافذ ومنحدرات داخلية تعبر أرجاء اليخت.